# 하타케야마 사토시
하타케야마 사토시(일본어: 畠山 智之, 1958년 10월 30일 ~ )은 일본의 아나운서이다.

## 학력
- 니혼 대학교

## 경력
- NHK 아나운서

## 진행 프로그램
- NHK 뉴스 7